# Moderne Hexenverfolgung

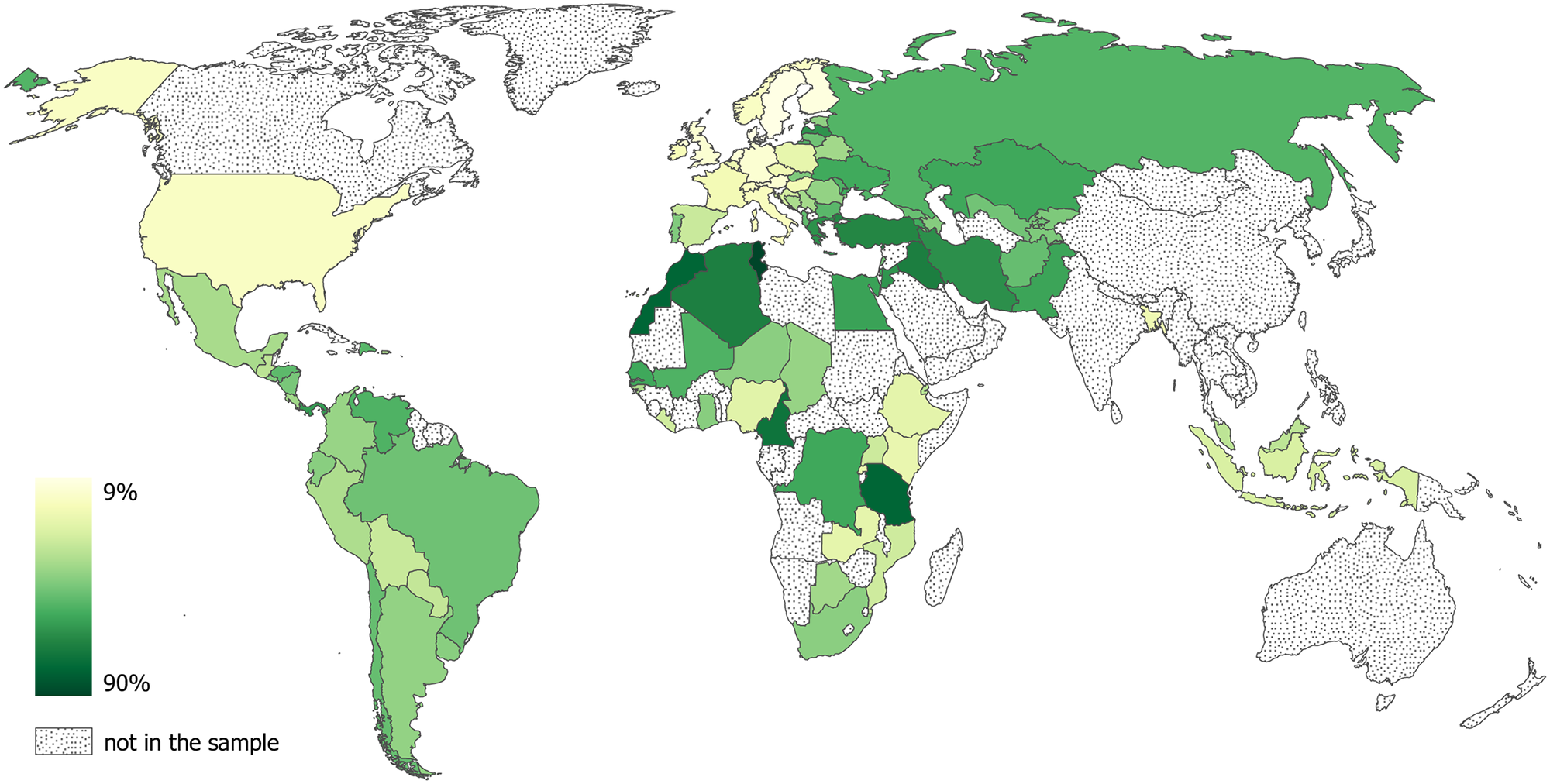
Hexenglaube weltweit, Bejahung der Frage:
Glauben Sie an den bösen Blick oder daran, dass bestimmte Menschen Flüche oder Zaubersprüche aussprechen können, die jemandem etwas Schlimmes zustoßen lassen?

Moderne Hexenverfolgung umfasst die Verfolgung von Menschen aufgrund von Hexenglauben, der nicht mit der Hexenverfolgung in der Frühen Neuzeit in Europa und Nordamerika zusammenhängt.
Der Glaube an angebliche Hexen und ihre Verfolgung, sind in vielen Ländern und Kulturen, z. B. in Amerika, Asien, Ozeanien und vor allem in Afrika, auch zu Beginn des 21. Jahrhunderts noch präsent.
Seit 1960 sind Historiker Wolfgang Behringer zufolge vermutlich mehr Menschen wegen Hexerei hingerichtet oder umgebracht worden als während der gesamten europäischen Verfolgungsperiode. Der Hexenglaube hat teilweise erheblichen Einfluss auf die wirtschaftliche Situation eines Landes.

## Afrika

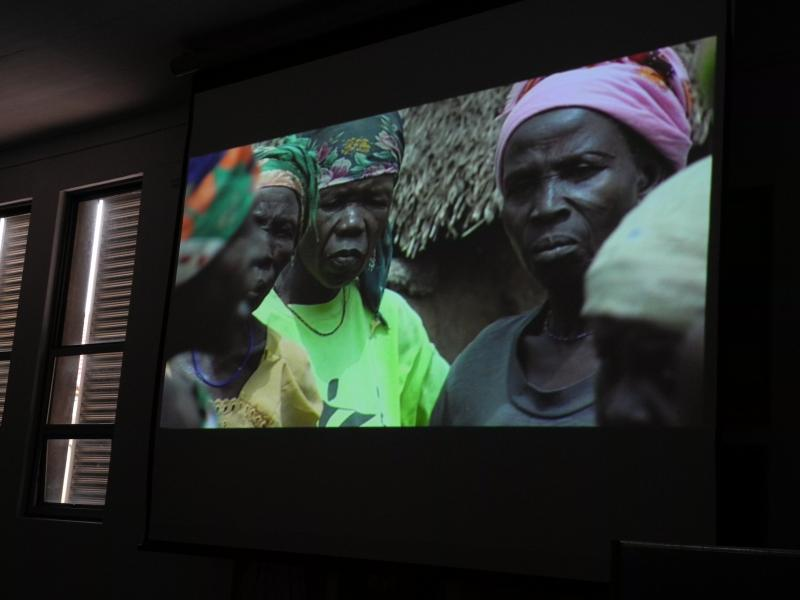
Filmstill aus The Witches of Gambaga, produziert von Amina Mama, 2010

In einigen Ländern Afrikas – z. B. in Kamerun – ist nach der Unabhängigkeit wieder eine Gesetzgebung gegen Hexerei eingeführt worden. In nahezu allen afrikanischen Staaten gibt es entsprechende Diskurse mit dem Argument, eine Verrechtlichung von Hexenprozessen zu gewährleisten, um unkontrollierte Verfolgungen der verdächtigten Personen einzuschränken. Die meisten Experten halten dieses Ziel für zum Scheitern verurteilt, darüber hinaus werden elementare Prinzipien des modernen Rechtsstaates missachtet: Der Gerichtssaal kann nur die öffentliche Meinung bedienen, er ist verlängerter Arm des Lynchmobs. Selbst wenn rechtsstaatlich Prozesse wegen Hexerei nicht möglich sind, urteilen lokale Gerichte (so z. B. in Malawi) mitunter dennoch wegen Hexerei.
Aufklärungsarbeit über die vermeintliche Hexerei gestaltet sich schwierig. Reichen und Mächtigen wird oft unterstellt, dass sie ihre Macht durch Ritualmorde und Hexerei erlangt hätten. Daher sehen einige in Ritualmorden tatsächlich ein Mittel, zu Macht zu gelangen. Menschlichen Körperteilen und Blut wird eine gewaltige heilende und destruktive Macht zugeschrieben.

### Hexenkinder
Der ökonomische und soziale Zerfall hat seit 2000 in der Demokratischen Republik Kongo, aber auch in
Togo, Tansania und anderen afrikanischen Ländern zur Stigmatisierung von Kindern als Hexenkinder geführt. Diesen Kindern werden magische Fähigkeiten zugeschrieben, mit denen sie angeblich Schadenzauber ausüben sollen. So stigmatisierte Kinder werden häufig von ihren Müttern ausgesetzt, verfolgt und ermordet. Die Aggression gegen Kinder als vermeintliche Verursacher der Krankheit AIDS und des Todes der Eltern nimmt anscheinend zu, aus Nigeria, Benin wie auch Angola sind gleichlautende Berichte zu vernehmen.
Über Immigration gibt es auch wieder Fälle von Hexenverfolgung in Europa. So wurde Ende 2012 ein 15-jähriger Junge kongolesischer Herkunft von Verwandten wegen angeblicher Hexerei in London zu Tode gefoltert.

### Hexenlager für Frauen in Ghana

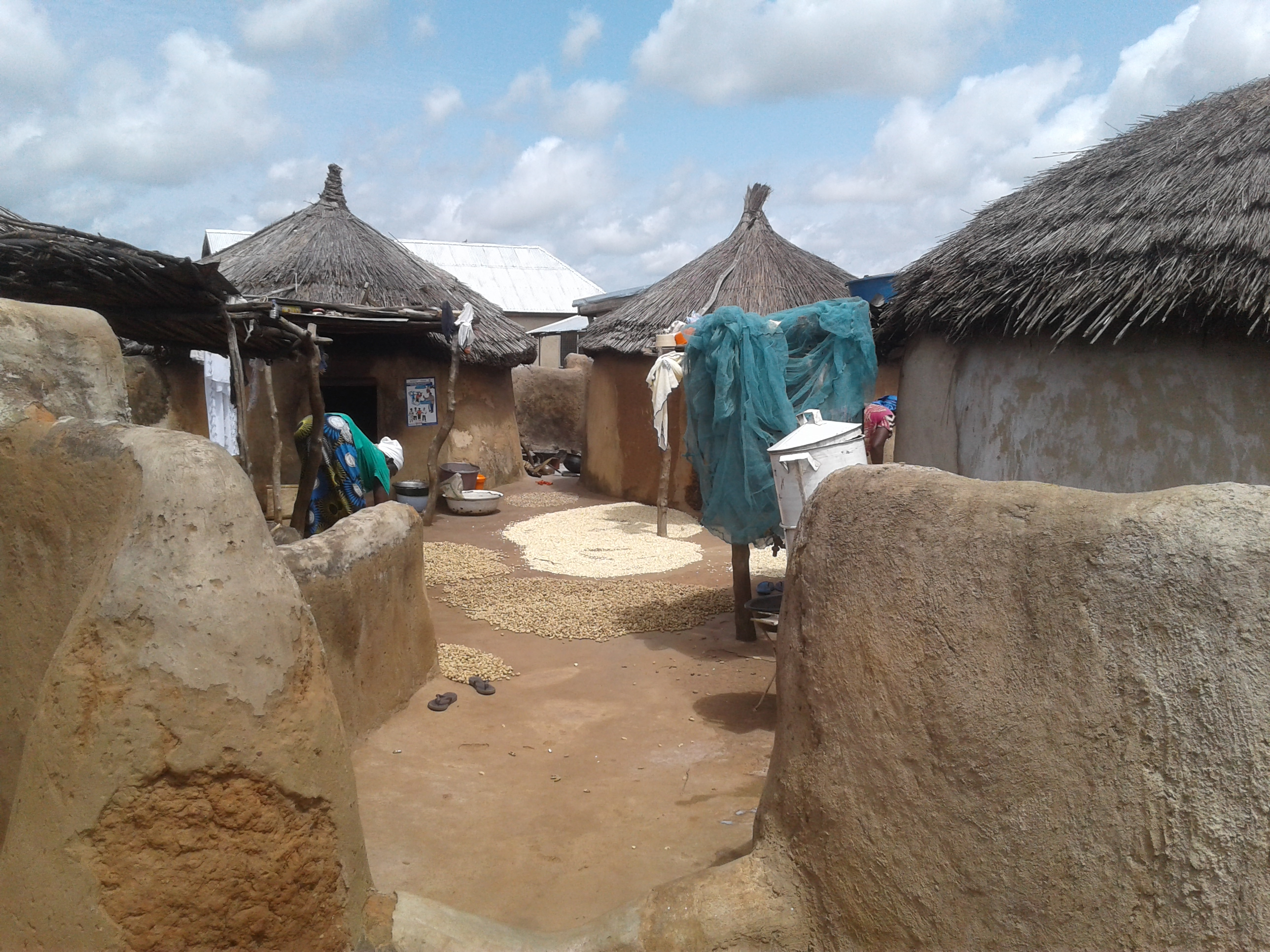
Hexenlager in Nalerigu

In Ghana sind Frauen betroffen und fliehen aus ihrer Umgebung in Hexenlager, wo sie zusammen mit anderen Frauen, denen ebenfalls Hexerei vorgeworfen wird, leben. Die offizielle ghanaische Politik zur Schließung der Hexenlager und Rückansiedelung der geflüchteten Frauen (Resettlement) war Nichtregierungsorganisationen zufolge bislang erfolglos.  Bekannt wurde das Hexenlager in Gambaga durch den Film The Witches of Gambaga, produziert von Amina Mama aus dem Jahr 2010.

### Tansania und Südafrika
Allein in Tansania wurden von 1960 bis 2000 ungefähr 40.000 Menschen ermordet, die wegen vermeintlicher Hexerei angeklagt waren. Hexerei ist kein Delikt nach tansanischem Strafrecht, jedoch handeln lokale Dorfgerichte nicht immer danach. Dort werden seit den 1990er-Jahren jährlich 100 bis 200 Fälle von Morden an vermeintlichen Hexen bzw. Zauberern berichtet.
In Südafrika bekamen Hexenjagden besonders durch die Comrades, eine Jugendorganisation des ANC, seit Mitte der 1980er Jahre eine starke Bedeutung. Seit dem Wandel 1990 stiegen die Hexenjagden danach nochmals an, mit geschätzten jährlichen Opferzahlen von mehreren Dutzend bis zu Hunderten. Hier werden alljährlich zahlreiche Ritualmorde aufgedeckt oder entsprechend zugerichtete Leichen mit fehlenden Genitalien gefunden, was den Hexenglauben weiter anfacht.

### Andere Länder
Im westafrikanischen Benin wurden in den 1970ern Hexen für eine Tetanus-Epidemie verantwortlich gemacht. Anstatt Impfprogramme zu initiieren, ließ die sozialistische Regierung im Radio Geständnisse alter Frauen verbreiten, dass diese die Gestalt von Waldkäuzen angenommen haben, um die Seelen der kranken Kinder zu stehlen.
Für Nigeria sind Verfolgungen in den 1990er Jahren belegt. In Nigeria werden alljährlich zahlreiche Ritualmorde aufgedeckt oder entsprechend zugerichtete Leichen mit fehlenden Genitalien gefunden, was den Hexenglauben weiter anfacht. Der nigerianische Menschenrechtsaktivist Leo Igwe setzt sich gegen den Glauben an Hexenkinder in Afrika ein und dokumentiert dessen Auswirkungen.
Auch in der Zentralafrikanischen Republik und besonders in Kenia kommt es häufig zu Anschuldigungen und Hexenverfolgungen.

### Deutsche Politik
Auf eine Große Anfrage von Abgeordneten der Fraktion Bündnis 90/Die Grünen zum Thema „Hexerei und Zauberei in Afrika“ antwortete die Bundesregierung am 16. Juli 2008:

„In den afrikanischen Ländern, die „Hexerei“ und „Zauberei“ unter Strafe stellen, ist hinsichtlich der Anwendung der entsprechenden Strafrechtsparagrafen keine einheitliche Praxis festzustellen. In einigen Ländern kommt es aufgrund der entsprechenden Gesetzesvorschriften grundsätzlich zur Strafverfolgung (Gabun, Malawi, Namibia, Sambia, Tansania, Demokratische Republik Kongo und Republik Kongo), in anderen Ländern bleibt eine Strafverfolgung trotz der bestehenden gesetzlichen Grundlage in den meisten Fällen aus. In einer Reihe von Ländern werden die mit „Hexerei“ und „Zauberei“ verbundenen Handlungen nur dann bestraft, wenn diese auch strafrechtlich relevant sind, wie etwa Mord, Körperverletzung, Störung der öffentlichen Ordnung (Benin, Côte d’Ivoire, Gambia, Guinea-Bissau, Kamerun, Kap Verde, Kenia, Nigeria, Senegal, Tschad und Uganda). Sonderfälle stellen Ghana und der Sudan dar. In Ghana kommt es trotz fehlender Strafvorschriften zur Verfolgung von Frauen aufgrund willkürlicher Anschuldigungen. Nichtregierungsorganisationen schätzen die Zahl der in sogenannte „Hexenlager“ (witch camps) deportierten Frauen auf ca. 3000. Auch in Sudan kommt es gelegentlich zu Ausschreitungen gegen Frauen, die der „Hexerei“ bezichtigt werden, ohne dass der Staat seiner Schutzfunktion ausreichend nachkommen würde.
Die Bundesregierung vertritt die Auffassung, dass die im Zusammenhang mit „Hexerei“ und „Zauberei“ stehenden Handlungen, die einen Angriff auf die körperliche Unversehrtheit von Menschen darstellen, strafrechtlich verfolgt werden müssen.“

## Asien und Ozeanien
| Jahr  | Morde |
| ----- | ----- |
| 2000  | 126   |
| 2001  | 126   |
| 2002  | 151   |
| 2003  | 138   |
| 2004  | 111   |
| 2005  | 197   |
| 2006  | 186   |
| 2007  | 177   |
| 2008  | 175   |
| 2009  | 175   |
| 2010  | 178   |
| 2011  | 240   |
| 2012  | 119   |
| 2013  | 160   |
| 2014  | 156   |
| 2015  | 135   |
| 2016  | 134   |
| 2017  | 73    |
| 2018  | 62    |
| 2019  | 102   |
| 2020  | 88    |
| 2021  | 68    |
| Total | 3077  |

### Indien
Vor allem in den ländlichen Regionen Indiens glauben viele Menschen an Hexerei und schwarze Magie. Einerseits suchen sie bei Gesundheits-, Finanz- oder Eheproblemen Rat bei Hexendoktoren, andererseits beschuldigen sie Menschen, insbesondere Frauen, der Hexerei, greifen sie an oder ermorden sie sogar. Oft sind es Witwen oder Geschiedene, die denunziert werden, um an ihren Besitz zu gelangen. Angesehene Hexendoktoren werden dafür bezahlt, bestimmte Personen als Hexen (Dayan) zu brandmarken, um sie ohne große Konsequenzen töten zu können. Frauen werden oft als Hexen abgestempelt, um sich ihr Land anzueignen, offene Rechnungen zu begleichen oder sich für abgewiesene Annäherungsversuche zu rächen. In den meisten Fällen erhalten die Frauen keine Hilfe, sodass sie ihr Zuhause und ihre Familien verlassen oder sich das Leben nehmen müssen. Die meisten Fälle werden nicht dokumentiert, da arme und ungebildete Frauen aus abgelegenen Regionen kaum Anzeige bei einer unabhängigen, überregionalen Behörde erstatten können. Laut einer Studie des „Free Legal Aid Committee“, einer Gruppe, die im Bundesstaat Jharkhand mit Opfern zusammenarbeitet, werden weniger als zwei Prozent der als Täter Beschuldigten tatsächlich verurteilt. Die bestehenden Gesetze gelten als unwirksam, um diese Morde einzudämmen.
Die Lynchmorde sind besonders häufig in den armen nördlichen Bundesstaaten Jharkhand, Bihar und dem zentralen Bundesstaat Chhattisgarh. Auch unter den Teearbeitern im Distrikt Jalpaiguri in Westbengalen finden Hexenjagden statt, die durch den Stress in der Teeindustrie auf Stammesangehörige der Adivasi befeuert werden. In der indischen Provinz Assam wurden zwischen 2011 und 2021 unter dem Vorwand der Hexerei 110 Personen umgebracht.
2010 wurde geschätzt, dass in Indien jährlich zwischen 150 und 200 Menschen dem Hexenwahn zum Opfer fallen. Hochgerechnet entspricht dies einer Gesamtzahl von 2.500 Morden im Zeitraum von 1995 bis 2009. Im Juni 2013 berichtete die National Commission for Women (NCW), dass seit 2008 laut Statistiken des National Crime Records Bureau (NCRB) 768 Frauen wegen angeblicher Hexerei ermordet wurden.

### Indonesien
In Indonesien sind Aberglaube und Hexenglaube weit verbreitet. Die Dienste der Dukun, so werden die indonesischen Hexendoktoren genannt, werden regelmäßig in Anspruch genommen, um bei Heilungen, Segnungen, Wahrsagerei und anderen alltäglichen Problemen zu helfen. Die Angst vor Dukun ist ebenfalls weit verbreitet und kann zu Konflikten, Hexenjagden und sogar Morden führen. Unter Präsident Suharto wurden Mitglieder der kommunistischen Frauenbewegung Gerwani als Hexen bezichtigt und verfolgt. Auch der Zusammenbruch der gewalttätigen Suharto-Ära im Jahr 1998 wurde von Hexenjagden begleitet, bei denen in den folgenden Jahren etwa 400 Menschen getötet wurden.
Seither haben die Verfolgungen abgenommen, aber Anschuldigungen, Hexenjagden und manchmal auch Morde kommen in Indonesien immer noch in kleinem Umfang regelmäßig vor. Unklar ist, ob Aberglaube und echte Angst vor Zauberei die Motivation für diese Vorfälle sind oder ob es lediglich darum geht, den Opfern ihren Besitz zu nehmen. Hexenverfolgung ist im indonesischen Strafgesetzbuch bisher nicht verankert. Allerdings gibt es seit 1981 öffentlichen Druck, dies zu ändern.

### Nepal
In Nepal gibt es auch im 21. Jahrhundert noch zahlreiche Hexenjagden. Dabei werden vor allem Randgruppen der Gesellschaft, insbesondere von Frauen verfolgt. Es gibt keine systematischen Aufzeichnungen über Hexenverfolgungen, aber der Hexenglaube ist weit verbreitet. In vielen Fällen sind die Hexenverfolgungen nichts anderes als die Suche nach Sündenböcken, mit Hintergedanken wie Rache oder Besitzstreitigkeiten. Bei den Opfern handelt es sich in der Regel um arme, ältere Frauen, unabhängige junge Frauen und Witwen oder Frauen aus niedrigeren Kasten. Die Täter sind in der Regel Nachbarn oder Bewohner des gleichen Dorfes, manchmal auch Familienmitglieder oder nahe Verwandte. Meistens sind Schamanen beteiligt, in einigen Fällen aber auch Politiker, Lehrer, Polizisten, Militärs und andere angesehene Mitglieder der Gemeinschaft. Die Hinrichtung kann durch Verbrennen bei lebendigem Leib erfolgen. Viele Opfer erliegen ihren Verletzungen durch Folter und Misshandlung. Die Hexenverfolgung ohne Tötung beinhaltet in der Regel Schläge und das Verabreichen von Exkrementen, da man glaubt, dass Hexen eine strenge Diät einhalten müssen, um ihre magischen Kräfte zu erhalten.

### Osttimor
Im Januar 2007 wurden drei Frauen in Maubaralissa (Osttimor) beschuldigt, Hexen zu sein. Die Frauen im Alter von 25, 50 und 70 Jahren wurden ermordet und ihr Haus angezündet. Drei Verdächtige wurden von der UN-Polizei verhaftet. Es war der schlimmste von einigen Vorfällen, die sich zwischen 2000 und 2012 wiederholt ereigneten.

### Papua-Neuguinea
In Papua-Neuguinea werden (Stand 2024) regelmäßig Frauen der Hexerei beschuldigt, verfolgt und ermordet.  Von 1971 bis 2013 gab es ein Zaubereigesetz gegen angebliche Hexerei (Sanguma), das Schadzauber unter Strafe stellte. Täter, die Übergriffe auf Frauen damit rechtfertigten, sie seien von diesen „verhext“ worden, konnten damit rechnen, von der Justiz des Landes mildernde Umstände zuerkannt zu bekommen. Der Hexenglaube spielt auch in der christlichen Bevölkerung ein Rolle. Institute wie das Missio Aachen oder die einheimische Organisation Stop Sorcery Violence von Monica Paulus versuchen dort Frauen vor der Hexenverfolgung zu retten.

### Saudi-Arabien
In Saudi-Arabien, einem der reichsten und am weitesten entwickelten Länder der Erde, werden Männer und Frauen wegen angeblicher Zauberei oder Hexerei verfolgt und mit der Todesstrafe bedroht. Schwarze Magie und Zauberei zählen zu den Verbrechen, die
während des Ramadan nicht begnadigt werden. Die Häufigkeit strafrechtlicher Verfolgungen ist nicht bekannt. 2009 wurde berichtet, dass in der Provinz Mekka 118 Personen wegen der Ausübung von Magie und der „abfälligen Verwendung des Buches Allahs“ verhaftet wurden. 74 % von ihnen waren Frauen. Im Jahr 2011 wurde eine Frau als „Hexe“ enthauptet, die von sich behauptet hatte, sie könne auf übernatürliche Weise Krankheiten heilen, und sich für ihre angeblichen Fähigkeiten hatte bezahlen lassen. Ähnlich erging es auch Muree bin Ali bin Issa al-Asiri, der am 19. Juni 2012 in der Provinz Nadschran enthauptet wurde.

## Amerika
Auch aus Südamerika sind Berichte von Hexenverfolgungen bekannt. In vielen traditionellen Ethnien des südamerikanischen Tieflandes zählt die Ermordung einer Hexe oder eines Zauberers zur zwingenden Folge einer tödlichen Erkrankung. Boris Gershman legte 2019 dar, dass die Verbreitung des Hexenglaubens im Zusammenhang mit dem Sklavenhandel steht.

## Internationaler Tag gegen Hexenwahn

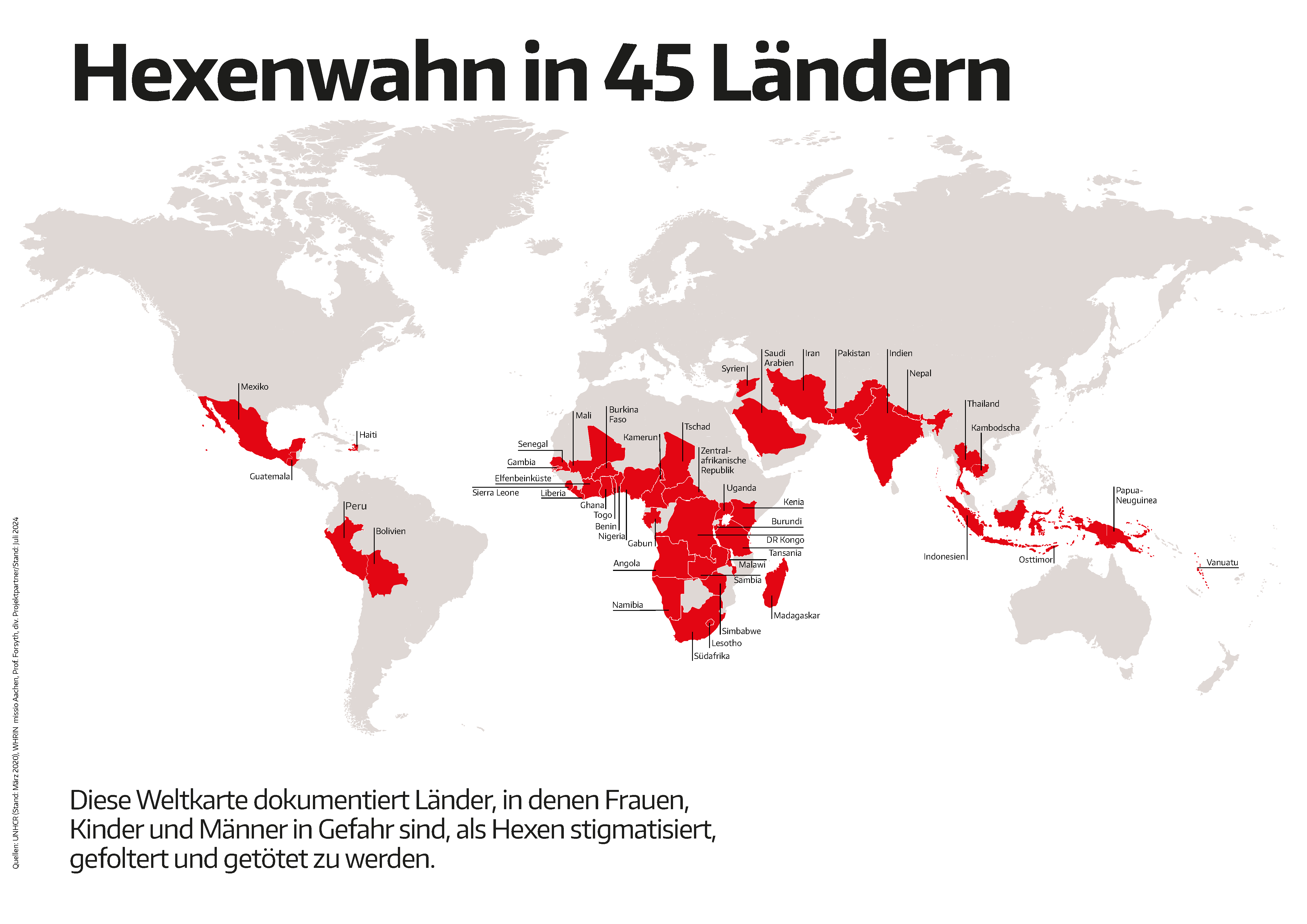
Aberglaube und Gewalt in 45 Ländern (Stand: Juli 2024)

Das päpstliche Missionswerk missio hat den Internationalen Tag gegen Hexenwahn ins Leben gerufen, der erstmals am 10. August 2020 begangen wurde.

## Menschenrechte
Die modernen Hexenjagden werden inzwischen vom UNHCR der UNO kontinuierlich als massive Missachtung der Menschenrechte kritisiert. Betroffen sind nach den Berichten des UNHCR die sozial Schwächsten in der Gesellschaft: vor allem Frauen und Kinder sowie Alte und Außenseitergruppen wie Albinos und HIV-Infizierte. Armut, Not, Epidemien, soziale Krisen und mangelnde Bildung fördern ebenso Hexenverfolgung wie der ökonomische Nutzen der Verfolger und ihrer Anführer, oft Pastoren oder „Hexendoktoren“, die z. B. an Exorzismen oder am Verkauf von Körperteilen der Ermordeten verdienen.
Eine „wohlbegründete Furcht vor (Hexen-)Verfolgung“ kann ein Fluchtgrund im Sinne der Genfer Flüchtlingskonvention sein. Durch einen Umzug in andere Landesteile könne gesellschaftlichem Druck und Verfolgung wie Genitalverstümmelung oder Hexenverfolgung jedoch ausgewichen werden, wenngleich dies angesichts weitverzweigter Verwandtschaftsbeziehungen keine völlige Sicherheit biete.